# 米菲

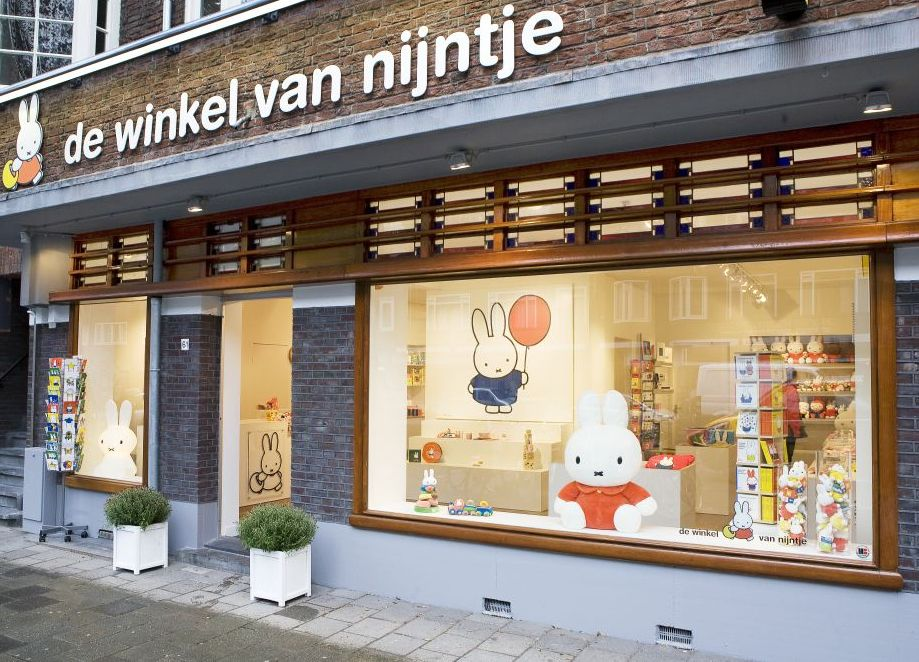
荷蘭的米飛兔商店

米飛（發音為[ˈnɛi̯ncə]），也譯為米飛兔，是一只可爱的小白兔造型卡通形象，由荷蘭插畫家迪克·布鲁纳（Dick Bruna）创作。其名稱來自於荷蘭文中小兔子（konijntje）的发音。
台灣2003年1月9日在東森幼幼

## 歷史
米飛兔的形象于1955年诞生，迪克向一岁的儿子讲述他们之前在沙丘上看到的小白兔的故事，構思出米飛兔。
第一本米飛兔的繪本叫做《在海边》。米飛兔被赋予清爽的风格，只有一些线条和一兩種原色。事实上，它令人聯想到艾爾吉的白描繪畫風格（ligne claire）。
每本米飛兔的書都包括16頁的故事，每一页都有一幅插图和四句话，这些书以很小的开本出版。迪克要让小读者们知道這些兒童繪本是给他们的，而不是给他们家长的，他认为这很重要。
米飛兔自1992年开始出现在电视上。

## 類似作品
三麗鷗公司在1974年推出的及其的伙伴，風格與米菲兔相近。

## 登場角色
米飛兔（Nijntje (Miffy) Pluis 姓的字面意思『蓬鬆』）
故事中的女主角。
兔爸爸（Vader Pluis）
米飛的爸爸。
兔媽媽（Moeder Pluis）
米飛的媽媽。
兔爺爺（Opa Pluis）
米飛的爺爺。
兔奶奶（Oma Pluis）
米飛的奶奶。
克萊妮兔（Kleine Pluis）
米飛的妹妹。
春姑姑（Tante Trijn）
米飛的姑姑。
佛里格尼爾叔叔（Oom Vliegenier）
米飛的叔叔。
史努菲（Snuffie）
米飛家養的狗。
妮娜（Nina）
住在米飛海岸對面通信的女孩子。(英語版名字是Melanie；Nina是荷蘭語版）
丹（Dan）
米飛班上的轉學生，是個男孩子。
愛雪（Aagje）
米飛的朋友，是個女孩子。
薇樂敏（Willemijn）
米飛的朋友，是個女孩子。
波里斯熊（Boris Beer）
米飛的朋友，是個男孩子，一隻小熊。
芭芭拉熊（Barbara Beer）
波里斯的女朋友。
貝茜豬（Betje Big）
家庭主婦，是一隻豬。
克諾麗茜（Knorretje）
米飛的朋友，是一隻小母熊，貝茜的姪女。